# Auroux
Aumont-Aubrac là một xã ở tỉnh Lozère trong vùng Occitanie, phía nam nước Pháp.